# Глебовка (Липецкая область)
Глебовка — деревня Георгиевского сельсовета Становлянского района Липецкой области.

## География
Расположена на левом берегу реки Ястребинка. Через деревню проходит просёлочная дорога; имеется одна улица: Речная.
Южнее Глебовки находится деревня Ястребин Колодезь.

## Население
| 2010 |
| ---- |
| 13   |